# Sammy Gravano
 (mars 2010).
Si vous disposez d'ouvrages ou d'articles de référence ou si vous connaissez des sites web de qualité traitant du thème abordé ici, merci de compléter l'article en donnant les références utiles à sa vérifiabilité et en les liant à la section « Notes et références ».
Salvatore "Sammy' the Bull »[style à revoir] Gravano (né le 12 mars 1945) est un mafieux italo-américain qui fut le consigliere de la Famille Gambino. Il est surtout connu comme l'homme qui a contribué à faire emprisonner l'ancien parrain de la Famille, John Gotti, en devenant un informateur pour le gouvernement et pour le FBI.
À l'origine, il était un gangster associé à la famille Colombo et plus tard il intégra la faction de Brooklyn des Gambino. Il a fait partie de la conspiration  pour assassiner le patron de cette famille : Paul Castellano. Gravano a joué un rôle clé dans la planification et l'exécution de Castellano. Parmi les conspirateurs figuraient en outre : John Gotti, Angelo Ruggiero, Frank DeCicco et Joseph Armone. Le meurtre de Castellano permit à Gravano d'être nommé underboss. Poste qu'il a occupé jusqu'au moment où il est devenu informateur. À l'époque, il était le mafieux le plus haut placé à être devenu informateur. Son témoignage a permis l'arrestation de John Gotti et de nombreux affranchis.

## Jeunesse
Salvatore Gravano est né le 12 mars 1945. Ses parents s'appelaient Giorlando (Gerry) et Caterina (Kay) Gravano. Il était le benjamin parmi les enfants et le seul garçon. Ils vécurent à Bensonhurst, un quartier peuplé en majorité d'italiens à Brooklyn. Son surnom de "Sammy" provient de la ressemblance avec un de ses oncles. Il a toujours mis un point d'honneur à se faire appeler "Sammy" et jamais "Salvatore" ou "Sal".
Il n'a jamais été très bon élève à l'école. Il s'est avéré qu'il souffrait d'un cas grave de dyslexie. Cependant à son époque, ce problème est méconnu et il est considéré comme un élève lent. Il redouble à deux reprises et devient la cible de plaisanteries à l'école, mais elles s'arrêtent lorsqu'il corrige ses tourmenteurs. Il continue à s'affirmer par la violence physique tout au long de sa jeunesse. Ses parents sont obligés de le sortir du système scolaire lorsqu'il a seize ans.
Il commence à voler alors qu'il n'est âgé que de 7 ou 8 ans. Il a l'habitude de voler deux gâteaux dans un magasin faisant le coin de rue sur le chemin de l'école, à Bensonhurst. À l'âge de 13 ans, il intègre une bande de voyous locale, les Rampers.
Son père a un travail bien payé. Il dirige une usine de confection de robes. Pour l'éducation de Sammy, il utilise toutes les méthodes possibles et le force même à travailler dans son usine comme ouvrier. Mais rien n'y fait, Sammy refuse de travailler.
En 1964, Gravano effectue son service militaire. En tant que soldat, il est cuisinier dans le mess. Il est promu au rang de caporal. Gravano ne fut pas envoyé au Viêt Nam durant la guerre, ce qui est pour lui une déception, car le combat sur le terrain est selon lui une excellente formation. Comme il l'explique plus tard dans une entrevue, "Pour me battre, blesser ou tuer, je pouvais aller en prison, alors que pour les mêmes actes au Vietnam, j'aurais reçu des médailles". En 1971, il épouse Debra Scibetta. Le couple a deux enfants. Sa femme Debra est une nièce de Joseph "Bayonne Joe" Zicarelli. Ce dernier contrôle, entre autres, un vaste empire de jeux clandestins hors du comté de Hudson, New Jersey. Au moment de la rencontre de Sam et de sa femme, Zicarelli purge une peine de douze à quinze ans pour avoir corrompu des membres du Congrès des États-Unis et des politiciens locaux du New-Jersey comprenant un procureur. Ceci cause des tensions entre la famille de Debra et celle de Gravano. Plus tard, durant sa carrière de criminel, il commandite et arrange le meurtre du frère de sa femme, Nick Scibbeta, qui avait insulté un capo (chef) de la famille Gambino Frank DeCicco, un ami intime de Gravano. Il est également le demi-frère d'Edouard et Mario Garafola de la famille Gambino. Il est aussi un ami d'enfance de Gerard Pappa, associé de la famille Colombo

## Associé de la famille Colombo
La mafia a toujours été présente dans le quartier italien de Bensonhurst. Plusieurs affranchis tiennent un bar que Sammy et son père fréquentent. Un jour, les affranchis aident le jeune Gravano à récupérer un vélo volé. Les affranchis sont surpris de la brutalité avec laquelle il s'interpose. L'un d'eux le surnomme "Bull" ("taureau" en anglais), surnom qui le suivra toute sa carrière.
Bien que son père l'en dissuade, avec beaucoup de ses compagnons des Rampers il dérive vers la mafia. En 1968, il intègre "l'honorable société" comme associé de la famille Colombo par le biais de Tommy Spero dont l'oncle, Shorty, est un associé de la famille en relation avec le futur parrain Carmine Persico dit "Junior". Au début, Gravano est impliqué dans de petits délits comme il en avait été coutumier jusqu'alors : vols, vols à mains armées et détournement de marchandises. Il évolue rapidement vers le racket, s'occupe de gérer une entreprise de prêts à taux usurier et de parties de poker illégales très lucratives dans les réserves d'un club dans lequel il possède des parts.
Gravano devient un des favoris de Joseph Colombo qui recours à lui pour s'occuper de sa ligue de défense des droits civiques des Italo-américains. L'ascension prodigieuse de Gravano laisse supposer que lorsque les chefs décideront de recruter de nouveaux affranchis, il sera dans les premiers à être recruté (le recrutement avait été interrompu depuis 1957).
En 1970, il commet son premier meurtre sur la personne de Joseph Colucci, un associé de Spero et amant la femme de ce dernier. De plus Colucci prévoyait d'assassiner Spero et Gravano. Gravano décrit cette expérience de la manière suivante :
« Lorsque la chanson des Beatles a retenti, je suis devenu un tueur, Joe Colucci était en train de mourir, j'étais en train de le tuer parce qu'il avait planifié de m'assassiner. Je sentais la rage en moi... Tout autour de moi tout tournait au ralenti. Je pouvais sentir la balle sortir du pistolet et entrer dans son crâne. C'était étrange. Je n'entendais pas le premier tir. Je n'ai pas vu de sang. Sa tête ne semblait pas bouger... Je me sentais à des milliers de miles de là, comme si c'était un rêve. »
Le meurtre de Colucci eut pour conséquence que Gravano gagna le respect et l'approbation de Persico. Plus tard, Gravano alla servir de mentor et de figure paternelle au fils de Joseph Colucci, Jack. Ce dernier s'impliqua dans l'industrie de la construction comme associé de la famille Gambino.

## Affranchi comme soldat dans la Famille Gambino
Sammy Gravano devient un membre de la Famille Gambino en 1976. Il fut intronisé dans la Famille par son parrain de l'époque, Paul Castellano, capo et beau-frère du parrain Carlo Gambino.
La fidélité de Gravano envers la Famille Gambino était totale, à tel point qu'il fait exécuter son beau-frère Nicholas Scibetta pour le compte de la famille. Scibetta ne cessait de provoquer d'autres mafieux et de consommer de la cocaïne. Mais il signa son arrêt de mort en insultant la nièce d'un capo de l'époque, Frank DeCicco. Son corps disparut et on ne retrouva qu'une de ses mains. Il était un soldat fidèle de Paul Castellano. À l'époque, John Gotti est proche de la faction d'Aniello Dellacroce. À la mort de Gambino, Paul Castellano devient le parrain de la famille au détriment de Dellacroce et de son équipe. À cette époque, Gravano commence à faire fortune dans la promotion immobilière. Gotti voyant l'aura de Gravano grandir, s'associe à lui. Il décide de l'élimination en 1985 de Castellano auquel il succède en tant que parrain. Lorsque le sous-chef de Gotti, Frank DeCicco, meurt dans l'explosion de sa voiture, Gravano est nommé consigliere.

## Chute et informateur du FBI
L'habileté de Gravano à gagner de nombreux contrats dans le secteur de la construction lui attire la jalousie des autres membres de la famille et de John Gotti lui-même. Cette jalousie amène Gotti à critiquer son consigliere. Ses propos sont enregistrés sur des bandes sonores prises en secret le 12 décembre 1989 par le FBI. Lors d'investigations menées par les autorités, le FBI fait écouter les bandes à Gravano. Offusqué par les propos de Gotti, il décide de témoigner à son procès ainsi qu'à celui de plusieurs chefs mafieux en 1992. Il entre ainsi dans le programme de protection des témoins. Son témoignage a permis la condamnation de John Gotti, Lo Cascio ou encore Vincent Gigante, parrain de la famille Genovese.
Après le procès, il disparaît, refait sa vie. Mais en 2002, il est arrêté pour trafic de pilules d'ecstasy et est condamné à une peine de vingt ans de prison pour trafic de stupéfiants. Théoriquement non éligible à une liberté conditionnelle avant 2019, il est néanmoins libéré le 20 septembre 2017.

## Dans la fiction
- En 1996, William Forsythe l'incarne dans le téléfilm Gotti de Robert Harmon.
- En 1998, Nicholas Turturro l'incarne dans le téléfilm La Famille trahie (Witness to the Mob) de Thaddeus O'Sullivan.
- En 2018, William DeMeo l'incarne dans le film Gotti de Kevin Connolly.